# Cohors II Gemella Thracum
Die Cohors II Gemella Thracum [equitata] (deutsch 2. Kohorte Gemella der Thraker [teilberitten]) war eine römische Auxiliareinheit. Sie ist durch Inschriften belegt.

## Namensbestandteile
- Gemella: (lat. gemellus Zwillings- oder Doppel-). Möglicherweise entstand die Kohorte aus der Zusammenlegung zweier Einheiten.[1]

- Thracum: Die Soldaten der Kohorte wurden bei Aufstellung der Einheit aus dem Volk der Thraker auf dem Gebiet der römischen Provinz Thrakien rekrutiert.

- equitata: teilberitten. Die Einheit war ein gemischter Verband aus Infanterie und Kavallerie.

Da es keine Hinweise auf den Namenszusatz milliaria (1000 Mann) gibt, war die Einheit eine Cohors quingenaria equitata. Die Sollstärke der Kohorte lag bei 600 Mann (480 Mann Infanterie und 120 Reiter), bestehend aus 6 Centurien Infanterie mit jeweils 80 Mann sowie 4 Turmae Kavallerie mit jeweils 30 Reitern.

## Geschichte
Die Kohorte war im 1. Jhd. n. Chr. in der Provinz Numidia stationiert.

## Standorte
Standorte der Kohorte in Numidia waren möglicherweise:
- Mascula (Khenchela): eine Inschrift[2] wurde hier gefunden.
- Sila (Bordj el Ksar): zwei Inschriften[3] wurden hier gefunden.

## Angehörige der Kohorte
Folgende Angehörige der Kohorte sind bekannt:

### Kommandeure
- L(ucius) Calidius Bassus, ein Präfekt (AE 1894, 87)

### Sonstige
| - [], ein Quaestor (CIL 8, 5885) - Bessus, ein Centurio (CIL 8, 5885) - C(aius) Iulius Bitus, ein Veteran (CIL 8, 14281) | - Ti(berius) Cla[udius] Pacat[us], ein Reiter einer Vexillatio (CIL 8, 5886) - T(itus) Flavius Bitus, ein Reiter (CIL 8, 2251) |

## Weitere Kohorten mit der BezeichnungCohors II Thracum
Es gab noch fünf weitere Kohorten mit dieser Bezeichnung, siehe Cohors II Thracum.